# Piaski (województwo podlaskie)
Piaski – wieś w Polsce położona w województwie podlaskim, w powiecie białostockim, w gminie Tykocin.
| SIMC    | Nazwa  | Rodzaj    |
| ------- | ------ | --------- |
| 0043268 | Biegun | część wsi |

W Piaskach znajduje się Ochotnicza Straż Pożarna założona w 1949 roku, która jest włączona w struktury krajowego systemu ratowniczego (KSRG) licząca 34 członków.
W latach 1975–1998 miejscowość położona była w województwie białostockim.
Wierni kościoła rzymskokatolickiego należą do parafii Matki Bożej Miłosierdzia w Krośnie.